# دریابان
دریابان، درجه نظامی پایین‌تر از دریاسالار و بالاتر از دریادار در نیروی دریایی ایران است. معادل آن در نیروی هوایی و نیروی زمینی ایران سرلشکر می‌باشد.
پس از وقوع انقلاب در ایران تنها فردی که به درجهٔ دریابانی رسیده است، علی شمخانی می‌باشد. پیش از انقلاب، شمار بیشتری از امرای نیروی دریایی به این درجه ترفیع یافته بودند.
این درجه در نیروی دریایی آمریکا، Rear Admiral Upper Half و در نیروی دریایی بریتانیا، Rear Admiral نامیده می‌شود.

## نگارخانه

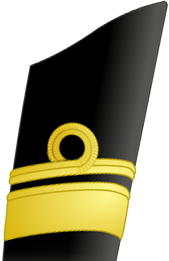

## یادداشت
1. ↑   افرادی که پیش از وقوع انقلاب به درجهٔ دریابانی ترفیع یافته بودند از این قرارند: غلامعلی بایندر (پس از جان باختن در نبرد)، حبیب‌الله شاهین، عمید انوشیروانی، صدرالدین شیبانی، نصیر زند، علی‌اصغر منشی، هادی روستازاد، هوشنگ افخمی، احمد عظیما، عباس رمزی عطایی (سپس‌تر تنزیل درجه یافت)، حسن رفیعی (سپس‌تر تنزیل درجه یافت)، داریوش فرزانه و شاپور بیگلری